# Nueva Complejidad
La Nueva complejidad (del inglés New complexity), es un movimiento, principalmente centrado en el Reino Unido, de la música artística contemporánea originado en la década de 1980, principalmente aplicado a compositores que buscan una compleja interrelación de múltiples niveles sobre los procesos evolutivos que ocurren simultáneamente en cada dimensión del material musical (Fox 2001). 
Es muy abstracta, disonante y atonal, caracterizada por el uso de técnicas que llevan hasta el límite las posibilidades de la escritura musical. Esto incluye el uso de técnicas extendidas, texturas complejas e inestables, microtonalidad, contorno melódico altamente discontinuo y complejos ritmos de capas, cambios bruscos en la textura, y así sucesivamente. También se caracteriza, a diferencia de la música de los serialistas inmediatamente posteriores a la Segunda Guerra Mundial, por la dependencia frecuente de sus compositores en concepciones poéticas, muy a menudo implicados en los títulos de las obras individuales y en los ciclos de trabajo de cada compositor.
Entre los compositores más importantes que han trabajado en esta línea se encuentran Brian Ferneyhough, Michael Finnissy, Chris Dench, James Dillon, Roger Redgate y  Richard Barrett.